# Patata di Leonessa

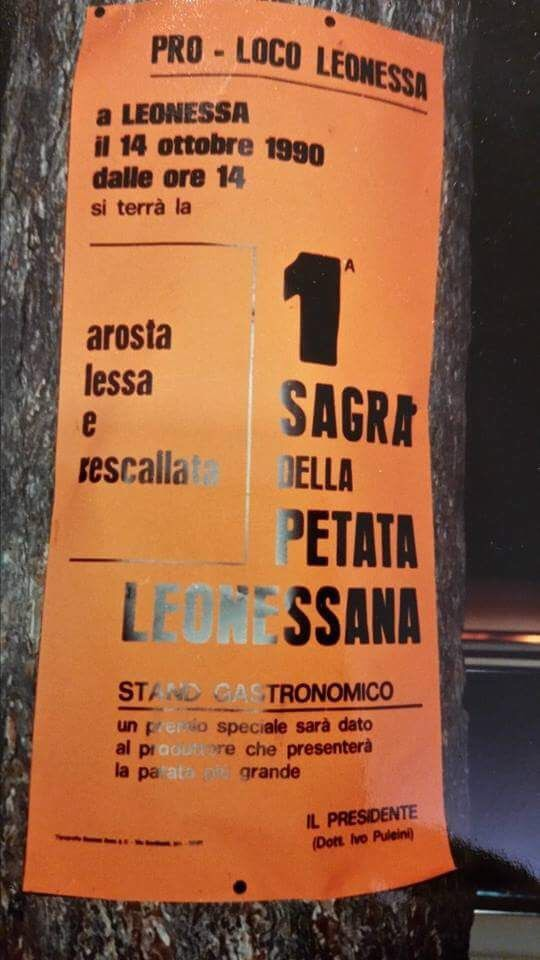
Locandina della 1ª Sagra della Petata Leonessana

La Patata di Leonessa o petata leonessana è una varietà di patata tipica della zona di Leonessa e del suo altopiano, in provincia di Rieti.
Un tempo molto più diffusa, ora la coltivazione si è un po' ridotta. Negli anni trenta la varietà maggiormente impiegata era la "tonda di Berlino", ora si utilizzano le désirée a buccia rossa e pasta gialla, le Agria a buccia bianca e pasta gialla e Marfona a buccia liscia bianca e pasta gialla.

## Caratteristiche
- forma =  grossa, rotondeggiante, ovale
- buccia = liscia, di colore variabile dal beige al rossiccio
- polpa =  gialla

## Utilizzi
La patata è utilizzata principalmente, per la preparazione degli gnocchi e le ciambelline di patate, dolce molto diffuso nella zona leonessana.
Per le patatine fritte si utilizza la varietà a buccia rossa particolarmente consistente che la rende croccante e dorata dopo la cottura.

## Folklore
Presso la località di Leonessa la seconda domenica di ottobre si organizza la "Sagra della Patata", arrivata nel 2017 alla 28ª edizione. Ideata dal Presidente della Proloco di allora, Dott. Ivo Pulcini nel 1990. Le prime edizioni vennero chiamate Sagra della Petata Leonessana,per richiamare la definizione dialettale, in quanto proprio la "petata" era l'impronta della scarpa del contadino (circa 25/30 cm) per distanziare durante la semina le piantine.
Negli anni precedenti al '90 durante la festa della Madonna di San Matteo, venivano esposte nei mercatini della festa diversi prodotti della zona tra cui le famose "Petate".
Dal 1990 si ufficializza la manifestazione con una Sagra, organizzata ancora oggi dal Comune di Leonessa e dalla Proloco, che si conclude con la premiazione della patata più grande
.